# Segundo Reparto de Polonia
El Segundo reparto de la Mancomunidad Polaco-Lituana puso fin a la existencia de la Mancomunidad Polaco-Lituana en 1795. Fue consecuencia de la Guerra en Defensa de la Constitución y la Confederación de Targowica de 1792 y se llevó a cabo por el Imperio ruso y el Reino de Prusia. Fue ratificado por el Parlamento polaco (Dieta) en 1793.

## Antecedentes

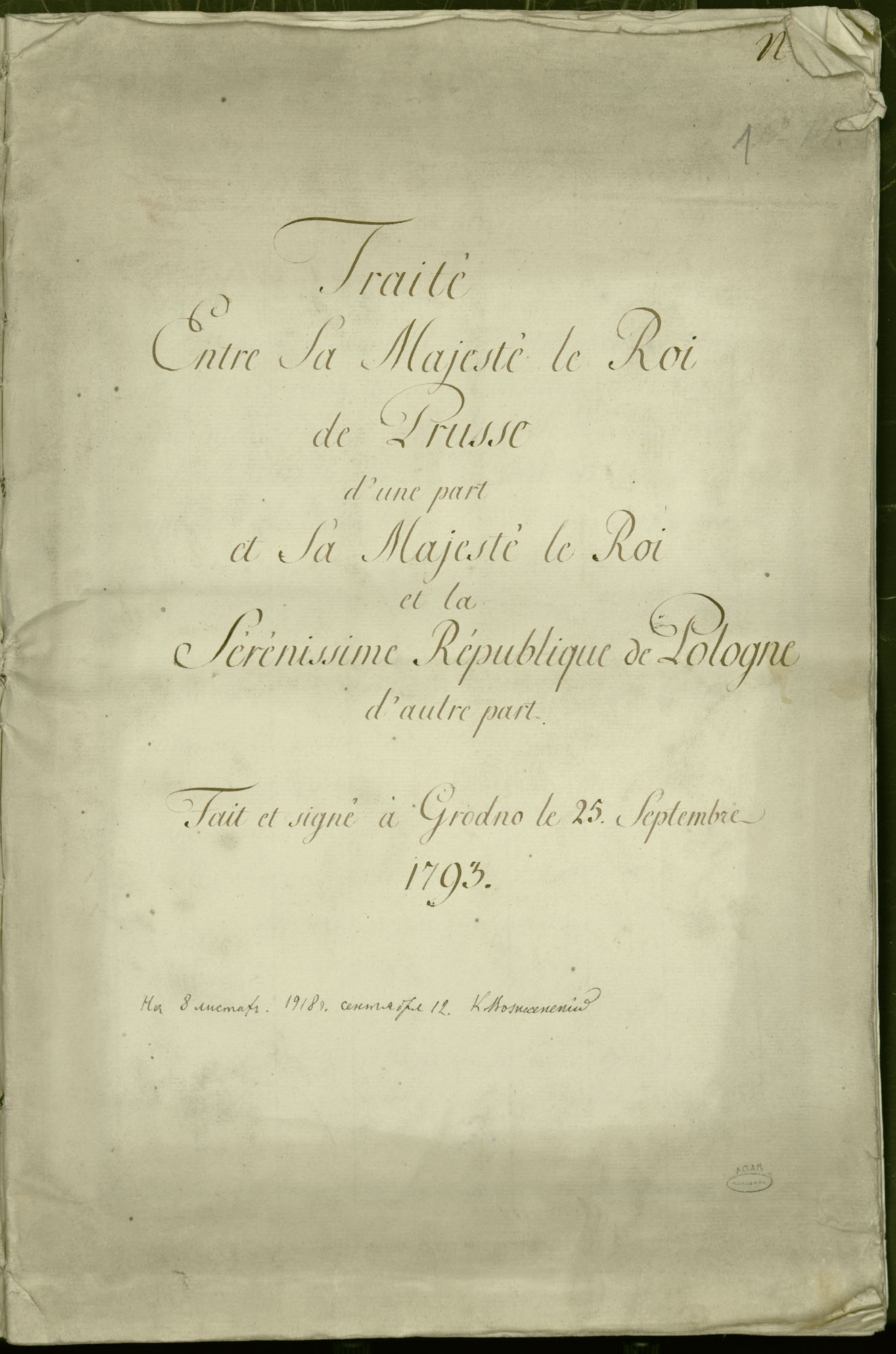
Tratado de partición de 1793.

En 1790, en el frente político, la situación interna de Polonia se había deteriorado poniendo al país en tal situación de indefensión que se vio obligado con éxito en una alianza contra natura y mortal en definitiva con su enemigo, Prusia. El Pacto Polaco-Prusiano de 1790 se firmó dando falsas esperanzas de que la Mancomunidad Polaco-Lituana podría haber encontrado al fin un aliado que lo protegería mientras iniciaba sus reformas internas. La Constitución de mayo de 1791 estableció en Polonia el derecho a voto de la burguesía, fijó la separación de los tres poderes del Estado, y eliminó los abusos del Sejm. 
Esas reformas propiciaron acciones agresivas por parte de sus vecinos, preocupados por el potencial de renacimiento de la Mancomunidad Polaco-Lituana y la introducción de reformas liberales similares a las que estaban siendo postuladas por la Francia revolucionaria desde 1789. Existía el riesgo que Polonia reactivara sus fuerzas y ello redujera su dependencia respecto de Rusia; para entonces la creciente debilidad política y militar polaca había incrementado las ambiciones rusas de ejercer un total control sobre el país. Al conocerse las nuevas normas instauradas en Polonia, Rusia alegó que dicho país había sido víctima del jacobinismo radical francés, que ya era repudiado por casi todos los monarcas absolutistas europeos. Aprovechando la guerra de la Primera Coalición contra Francia, las fuerzas rusas invadieron a Polonia-Lituania en 1792.
En la Guerra en Defensa de la Constitución, los magnates polacos conservadores prorrusos, reunidos en la Confederación de Targowica, lucharon contra las fuerzas polacas que apoyaban a la Constitución, persuadidos de que los rusos les ayudarían a restaurar la Libertad Dorada y sus privilegios antiguos de la época absolutista. Abandonados por Prusia, las fuerzas polacas constitucionalistas, se enfrentaron a unidades de Targowica y al ejército regular ruso, fueron derrotadas.
Rusia invadió Polonia para asegurar la derrota de las reformas de Polonia, con el único objetivo evidente de otra partición (en tanto hacía años que Polonia era casi un protectorado ruso), y vieron poca necesidad de renunciar a anexarse trozos de Polonia junto a otros países. Federico Guillermo II de Prusia, sin embargo, vio los acontecimientos como una oportunidad para fortalecer su país y anexarse más territorios polacos. Federico exigió a Rusia que, a cambio de haber abandonado a Polonia y en compensación a la participación militar prusiana en la Primera Coalición contra la Francia revolucionaria (donde Prusia sufrió recientemente un gran derrota en la batalla de Valmy), Prusia deben ser compensada con partes del territorio polaco. Rusia pronto decidió aceptar la oferta de Prusia para evitar un nuevo conflicto internacional y para ganar un aliado en sus planes contra Polonia.

## Partición
El 23 de enero de 1793, Prusia firmó un tratado con Rusia, de acuerdo en que las reformas de Polonia podrían ser revocadas y que ambos países reciben partes de territorio de la Mancomunidad de Polonia-Lituania. Los militares rusos y prusianos tomaron el control de los territorios que reclamaron poco después, con las tropas rusas ya presentes, y las tropas prusianas sólo reunieron la resistencia nominal. En 1793, los diputados del Sejm de Grodno, la última Dieta de la Mancomunidad, en la presencia de las fuerzas rusas, de acuerdo con las demandas territoriales de Rusia y Prusia. La Dieta de Grodno se hizo famosa no solo por el Sejm pasado de la Mancomunidad, sino porque sus diputados fueron sobornados y coercionados por los soldados rusos, mientras Rusia y Prusia querían la aprobación oficial, legal de Polonia de sus nuevas demandas.
Rusia recibió los voivodatos de Minsk, Kiev, Bracław, Podolia y partes de los voivodatos de Vilna, Nowogródek, Brest Litovsk y el voivodato de Volinia (en total, 250 000 km²). Esto fue aceptado por la Dieta de Grodno el 22 de julio. Rusia reorganizó sus territorios recién adquiridos en las gubernias de Minsk, Podolia y Volinia. Asimismo, el Imperio ruso anexionó Ucrania de la Margen Derecha, que pasó a formar parte de la Gobernación de Rusia Menor.
Prusia recibió las ciudades de Gdańsk (Danzig) y Toruń (Thorn), así como los voivodatos de Gniezno, Poznań, Sieradz, Kalisz, Płock, Brześć Kujawski, Inowrocław, Dobrzyń y partes de los voivodatos de Cracovia, Rawa y de Mazovia (en total, 58 000 km²). Esto fue aceptado por la Dieta de Grodno el 25 de septiembre. Prusia organizó sus territorios recién adquiridos en Prusia del Sur.
Después de la segunda partición, la Mancomunidad perdió cerca de 308 000 km², siendo reducida a 217 000 km². Perdió cerca de 2 millones de habitantes, sólo quedándose alrededor de 3,4 millones de habitantes en la Mancomunidad, lo que representa un tercio de la población anterior a la primera partición de Polonia (1772), que se estimaba casi en 14 millones.

## Consecuencias
Los confederados de Targowica, que no esperaban otra partición, y el rey, Estanislao Augusto Poniatowski, quien se unió a ellos casi al final, perdieron mucho prestigio y apoyo. Los reformistas, por otro lado, se atrae a un mayor apoyo, y en 1794 comenzó la Insurrección de Kościuszko. El levantamiento fue finalmente derrotado, lo que da como resultado la Tercera partición de Polonia.